# Velarifictorus politus
Velarifictorus politus är en insektsart som beskrevs av Ichikawa 2001. Velarifictorus politus ingår i släktet Velarifictorus och familjen syrsor. Inga underarter finns listade i Catalogue of Life.